# Odlo
Die Odlo International AG ist ein international tätiger Schweizer Hersteller von Outdoor-Bekleidung und funktionellen Sportbekleidungen mit norwegischen Wurzeln. Das Unternehmen mit Sitz in Hünenberg beschäftigt über 740 Mitarbeiter. ODLO stellt laut eigenen Angaben 72 % der Produkte in Europa und im Nahen Osten her, mehrheitlich in eigenen Produktionsstätten (in Portugal und Rumänien),  lediglich 28 % der Produkte werden in Asien produziert. ODLO-Produkte werden weltweit im Sportfachhandel angeboten. Das Unternehmen wurde von 1979 bis 2009 in zweiter Generation von Odd Roar Lofterød jun. geführt, der im September 2012 in Oslo nach langer Krankheit starb.

## Geschichte
Das Unternehmen wurde 1946 vom Norweger Odd Roar Lofterød sen. (* 1915) gegründet. Dieser leitete das Unternehmen bis 1979. 1933 wurde Odd Roar Lofterød sen. Langlaufmeister des Bezirkes Oslo. 
1946 liess Odd Lofterød die Marke Odlo weltweit schützen. 1947 wurde mit der Herstellung von Damenunterwäsche begonnen. Kurz darauf entwickelte Odlo eine Trainingshose aus Helanca-Fasern. 1963 entwickelte man den ersten elastischen und funktionellen Anzug für Langläufer und Eisschnellläufer.
1973 wurde die Marke Odlo Termic, die erste vollsynthetische Sportunterwäsche, geschaffen. Odd Roar Lofterød sen. übergab 1979 seinem Sohn Odd Roar jun. die Firma. 1986 gründete Lofterød mit seinen damaligen Partnern Victor Villiger und Didi Serena die Odlo International AG, bei Zug in der Schweiz, als neuen Hauptsitz der Marke. Ab 1987 wurde die Produktpalette um Bekleidung für Running, Cycling und Outdoor erweitert.
1999 wurden eigene Tochtergesellschaften in Deutschland, Schweiz, Österreich und Frankreich gegründet sowie Vertretungen in übrigen Europa. Im Jahr 2000 nahm die Odlo Sports Group Bjørn Dæhlie und Kjus Systems Skiwear als Marken auf. Mittlerweile hat Odlo sich von beiden wieder getrennt.
Das Unternehmen entwickelte 2002 die Faser «Effect by Odlo» und brachte eine Wäsche mit geruchshemmenden Silberionen auf den Markt. Im Jahr 2006 gewann Odlo zusammen mit einem interdisziplinären Projektteam den MedTec Award für die Konzeption eines Sensorshirts, mit dem ein Elektrokardiogramm erstellt werden kann. 2010 gewann das Unternehmen den red dot design award für gutes Design.
Im Mai 2020 wurde die Firma von der Monte Rosa Sports Holding AG übernommen. Daniel Eppler hat im Januar 2023 neu die Rolle als CEO von Knut Are Høgberg übernommen.

## Sozialverantwortung
Die Nichtregierungsorganisation Erklärung von Bern verglich 2010 mittels Umfragen und Internetrecherchen bei 77 Modelabels die Standards der Arbeitsbedingungen in Produktionsländern. Odlo wurde dabei in die beste Kategorie „Fortgeschrittene“ von fünf Kategorien eingestuft. Das Unternehmen ist seit 2008 Mitglied der Fair Wear Foundation.